# زمین‌لرزه ۱۲۳۰ قوچان
زمین لرزه قوچان در اردیبهشت ۱۲۳۰ رخ داد. بیش‌ترین مقدار ثبت شده از آن در مقیاس ریشتر در حدود ۶٫۹ و در مقیاس مرکالی برابر X (شدت) بود. این حادثه نتایج فاجعه‌باری در منطقه قوچان به خصوص خود شهر قوچان به همراه داشت. این زلزله در مشهد هم با قدرت احساس شد. روز دقیق این حادثه مشخص نیست اما آنچه معلوم است زلزله در روز رخ داده است.

## شرایط زمین ساختی
رشته کوه کپه داغ که در لبهٔ شمالی منطقه‌ای قرار دارد که صفحه‌های عربستان و اوراسیا پیوسته در حال سایش با هم هستند. این ناحیه از غرب توسط دریای کاسپین به رشته کوه‌های قفقاز متصل است. سالانه در حدود ۳ میلی‌متر کوتاه شدگی در عرض این کوهستان دیده می‌شود. گسل قوچان (در جهت شمال شمال غربی و جنوب جنوب غربی) یک گسل جانبی امتداد لغز فعال می‌باشد که در نتیجه همین کوتاه شدن عرض و انبساط طول رشته کوه کپه داغ به وجود آمده‌است. این ناحیه هر ساله در حدود ۱٫۵ میلی‌متر جا به جایی را تجربه می‌کند. رشته زلزله‌های که در بین سال‌های ۱۲۲۹ تا ۱۲۷۳ به نواحی مختلف قوچان آسیب وارد کرد همگی از گسل قوچان و امتدادش تا دشت اترک که در آن جا سطحی تاقدیسی به وجود آورده است، ناشی می‌شود.

## تاریخ وقوع زمین لرزه
در یک سند تاریخی روز وقوع این زمین‌لرزه شنبه ۵ رجب ۱۲۶۷، سه ساعت از روز گذشته، گزارش شده است. صنیع‌الدوله در کتاب مطلع‌الشمس «زلزلهٔ عظیمه ۱۲۶۷ هجری» را باعث نابودی برج و باروها دانسته و معتقد است بالغ بر ۲۰۰۰ نفر زیر آوار کشته شدند به طوریکه تاریخ این حادثه را «قوچان خراب‌شده» یافتند و بعدها شهر را دوباره ساختند و شهری جدید به وجود آمد.
اما در تاریخ منتظم ناصری ذیل وقایع روز شنبه ۲۱ شعبان ۱۲۶۷ آمده: «در مشهد مقدّس و قوچان و تربت زلزلۀ شديد شد».

## زلزله
روزنامه وقایع اتفاقیه در شمارهٔ ۲۰ خود که در تاریخ ۱۹ شعبان ۱۲۶۷ (حدود ۲۸ خرداد ۱۲۳۰) منتشر شده نوشته است: 

از جُملهٔ خبر آخر که از خراسان بدارالخلافه طهران رسیده در شهر مشهد مُقدّس زلزله شده اما جزئی بوده و چندان شدت نکرده و سخت نبوده امّا در قوچان شدت داشته است بطوریکه یک ربع از خانه‌های آنجا یا بکلّی افتاده‌اند یا دیوارشان شکسته و خراب گردیده و تخمیناً صد و شصت نفر از آنها چه کُشته شده و چه زخمدار گردیده‌ند و چون وقوع این زلزله در روز بوده بیش ازین کسی تلف نشده است و این فقره مسموعیست و مکتوباً بنزد مباشرین روزنامه نرسیده البتّه بعد ازین خبر محقق خواهد رسید و در روزنامه نوشته خواهد شد.

کمی بعد همین روزنامه در شمارهٔ ۲۲ به تاریخ ۳ رمضان ۱۲۶۷(حدود ۱۲ تیر ۱۲۳۰) نوشت:

چنانچه در روزنامه‌های سابق نوشته شده بود در مشهد مُقدس زلزله شده است موافق کاغذی که از آنجا نوشته‌اند در مشهد زلزلهٔ شدید شُده است و خیلی طول کشیده لکن خرابی نرسانده مگر یک نفر شیپورچی در درب صحن کُهنه ایستاده بوُده آجری از بالا بمغزش خوُرده و سرش شکسته و روز دیگر فوت شده است و در قوچان خرابی بسیار بهمرسیده و آدم زیاد هم تلف کرده است.

## خسارات
این زلزله باعث شد که خسارات زیادی به شهر قوچان وارد شود و اکثر بناهای آن را خراب کند. برخی اسناد از مرگ بیش از ۲۰۰۰ نفر خبر داده‌اند.